# Soleariya
Nella metrica spagnola la soleariya è una Soleá con il primo verso senario e gli altri due endecasillabi. Questa strofa è di carattere popolare.
Nel XX secolo possiamo trovare anche la variante in cui il primo e il terzo sono senari (rimando comunque tra loro), mentre il secondo, che continua ad essere lasciato libero dalla rima, è di arte mayor, potendo avere da 10 a 12 sillabe. Questa nuova forma di soleariya si attribuisce a Manuel Machado.
(Manuel Machado, Soleariyas)